# OFK Sliven 2000
OFK Sliven 2000 (bulgară ОФК Сливен 2000) este un club de fotbal din Sliven, Bulgaria. Echipa susține meciurile de acasă pe Stadionul Hadji Dimităr cu o capacitate de 15.000 de locuri.